# Gregor von Bismarck
Gregor Johannes Archibald Graf von Bismarck-Schönhausen (* 4. August 1964 in Brüssel) ist ein deutscher Unternehmer und ehemaliger Filmproduzent. Sein älterer Bruder Carl-Eduard von Bismarck ist Chef des Hauses Bismarck-Schönhausen.

## Leben
Gregor von Bismarck, ein Ururenkel des Reichskanzlers Otto von Bismarck, ist der dritte Sohn der Eheleute Ferdinand von Bismarck (1930–2019) und Elisabeth von Bismarck, geborene Lippens (1939–2023), Tochter des Grafen Léon Lippens,  Der Politiker und Diplomat Otto Fürst von Bismarck († 1975) war sein Großvater; die in Friedrichsruh geborene Jetset-Ikone Gunilla von Bismarck ist seine Tante. Willem-Alexander, der König der Niederlande, ist ein Patensohn seines Vaters. Sein ältester Bruder ist der ehemalige CDU-Bundestagsabgeordnete Carl-Eduard von Bismarck, sein zweitältester Bruder Gottfried (1962–2007), ein Londoner Finanzmanager, starb an einer Überdosis Kokain und seine jüngere Schwester ist Vanessa (* 1971). Sie heiratete 2005 den Engländer Maximilian Weiner und arbeitet in New York in einem Kommunikationsbüro.
Zwischen den Geschwistern gibt es einen Streit um das Erbe. Heute, mindestens seit 2010, verwaltet er den Stammsitz der Familie von Bismarck im Schloss Friedrichsruh und den Sachsenwald, das einstige Geschenk Kaiser Wilhelms I. an seinen Kanzler. Gregors Vater Ferdinand hatte es zu einem der größten Gutsbesitztümer Deutschlands gemacht. Gregor von Bismarck ist Mitglied im Kuratorium der Otto-von-Bismarck-Stiftung.
Zwölf Jahre lang arbeitete er als Filmproduzent und Filmproduktionsleiter in Los Angeles und Deutschland, wobei er um das Jahr 2001 in L.A. lebte.
2001 heiratete er auf Capri Samantha della Schiava, geboren in Mailand. Ihr Bruder Yanko della Schiava wurde wegen des Madoff-Ponzi-Schemas strafrechtlich verfolgt. Er war für den Verkauf der Offshore-Fonds von Fairfield Greenwich Group in Europa verantwortlich.
Sie bekamen zwei Söhne, geboren 2002 bzw. 2007, und eine Tochter, geboren 2009.
Er hat eine uneheliche Tochter, die 1986 geboren wurde.

## Steueraffäre
Eine Recherche der Organisation FragDenStaat mit dem ZDF Magazin Royale ergab im Oktober 2024, dass Gregor von Bismarck eine Adresse für Briefkastenfirmen unterhielt. Neben eigenen Unternehmen von Bismarck hatten weitere Firmen in einer Holzhütte im Sachsenwald ihren angeblichen Firmensitz, obwohl dort keine Geschäftstätigkeit stattfand. Unter den angeblich ansässigen Firmen sind Tochterfirmen von Luxcara und Aves One. Luxcara als Asset Management-Unternehmen verwaltet ein Investitionsvolumen von sechs Mrd. Euro; die Bilanzsumme von Aves One beträgt über eine Mrd. Da der Sachsenwald ein gemeindefreies Gebiet im Bismarck’schen Besitz ist, flossen die Gewerbesteuern an den Gutsbesitzer Gregor von Bismarck. Die Unternehmen profitierten durch den sehr niedrig angesetzten Gewerbesteuer-Hebesatz. Laut Gesetz müssen Unternehmen in Deutschland dort ihre Gewerbesteuer zahlen, wo sie auch tatsächlich arbeiten.
Betroffene Firmen und von Bismarck begründeten die Wahl des Sitzes damit, dass der Großteil der Steuereinnahmen zweckgebunden dem Erhalt des Sachsenwaldes zugute komme und so dem Erhalt der Umwelt und der Energiewende diene.
Zwei Abgeordnete der Hamburger Bürgerschaftsfraktion der Linken, David Stoop und Lorenz Gösta Beutin, stellten Strafanzeige wegen Steuerhinterziehung gegen Gregor von Bismarck und die beteiligten Firmen.
Politiker haben Strafanzeige gegen Gregor von Bismarck gestellt, der unter den Augen der deutschen Behörden eine private Steueroase geschaffen und zwischen 2017 und 2023 Gewerbesteuern in Höhe von 2,3 Millionen Euro hinterzogen hat.
Nach Vorstellungen des Landes Schleswig-Holstein soll das Problem mittelfristig dadurch gelöst werden, dass das bislang gemeindefreie Gebiet Sachsenwald in eine der umliegenden Gemeinden eingemeindet wird. Bislang hat aber keine der betroffenen Gemeinden die Bereitschaft dazu signalisiert, insbesondere, weil damit auch Pflichten wie die Verkehrssicherungspflicht für die über 80 km Wege im Sachsenwald auf die jeweilige Gemeinde übergehen würden.

## Filmografie
- 1990: Der doppelte Nötzli (Produktionsleitung)[15]
- 1991: Delusion (Associate Producer)
- 1991: Crack Me Up (Associate Producer)
- 1992: Verlorene Herzen (Associate Producer)
- 1993: Mi vida loca (Postproduction Supervisor)
- 1996: Spilt Milk (Regie, Drehbuch)